# Molsa de Java
La Molsa de Java és una espècie de molsa dins la família Hypnaceae. És una planta nativa del sud-est d'Àsia es fa servir molt en aquaris d'aigua dolça. S'enganxa a les roques i a les arrels. Abans tenia el nom científic de Vesicularia dubyana (Brotherus, 1908), actualment es diu Taxiphyllum barbieri.
La molsa de Java no requereix atencions especials. Accepta tota mena d'aigües fins i tot una mica salobres i tota mena de qualitat de llum. Creix millor entre els 21 i 24 °C però pot fer-ho entre els 29 i 32 °C.
Entre els aquaròfils és una planta popular, ja que,en servir d'amagatall, permet evitar el canibalisme de les cries pels adults.
La molsa de Java es propaga fàcilment per divisió.